# 川蓟
川蓟（学名：Cirsium periacanthaceum）为菊科蓟属的植物，为中国的特有植物。分布在中国大陆的四川等地，生长于海拔2,480米至2,550米的地区，见于山坡草丛中、河丛和路旁，目前尚未由人工引种栽培。

## 应用
在藏醫學中，川蓟全草可治坏血病，消肿块。